# Windpark Noordpolder
Windpark Noordpolder is een windmolenpark met vier windturbines van 2,3 megawatt op het eiland Tholen in de gemeente Tholen in de Nederlandse provincie Zeeland. Het park is in 2010 operationeel geworden. Daarnaast ligt Windpark Derde Dijk met één molen van 2 MW die actief is sinds 2015.
Het windpark van vier plus één turbines wordt geëxploiteerd door Zeeuwind, maar heeft verschillende eigenaren. De opgewekte energie wordt met een 10 kV AC grondkabel naar het transformatorstation in Sint-Maartensdijk getransporteerd (over een afstand van ruim 10 km).

## De windparken
| Naam        | Aantal molens | Vermogen | Totaal vermogen | Type         | Ashoogte | Tiphoogte | Jaar | Eigenaar                |
| ----------- | ------------- | -------- | --------------- | ------------ | -------- | --------- | ---- | ----------------------- |
| Derde Dijk  | 1             | 2,0 MW   | 2,0 MW          | Enercon E-82 | 78 m     | 119 m     | 2015 | C. Groenewege, Zeeuwind |
| Noordpolder | 4             | 2,3MW    | 9,2 MW          | Enercon E-82 | 78 m     | 119 m     | 2010 | Gabri Hoek, Zeeuwind    |

Tabel bijgewerkt op 2023-11-10.